# Prezydent Republiki Indonezji
Prezydent Republiki Indonezji – zgodnie z Konstytucją Republiki Indonezji najwyższy przedstawiciel indonezyjskich władz. Prezydent w zakresie określonym zapisami ustawy zasadniczej stoi na czele władzy wykonawczej, pełni funkcję głowy państwa oraz odpowiada za politykę wewnętrzną i zagraniczną. W wykonywaniu swoich obowiązków może być wspomagany przez wiceprezydenta. Prezydent (wraz z wiceprezydentem) jest wybierany na trwającą pięć lat kadencję z możliwością jednorazowej reelekcji.

## Konstytucyjne kompetencje prezydenta Indonezji
Uprawnienia prezydenta Indonezji są określone w rozdziale III indonezyjskiej ustawy zasadniczej. Kompetencje mogą być wyodrębnione w następujący sposób:

### Kompetencje dotyczące spraw zagranicznych
Prezydent kieruje polityką zagraniczną kraju. Konstytucja powierza mu prawo do zawierania umów międzynarodowych przy czym w przypadku umowy której wykonanie wiązałoby się ze znacznym obciążeniem finansowym państwa bądź zmiany konstytucji, indonezyjska głowa państwa musi uzyskać uprzednią zgodę Ludowej Izby Reprezentantów. Ponadto, prezydent mianuje ambasadorów i konsulów oraz zgodnie z dyplomatycznym zwyczajem przyjmuje listy uwierzytelniające akredytowanych przy nim przedstawicieli obcych państw.

### Kompetencje dotyczące obronności i bezpieczeństwa
Prezydent jest najwyższym zwierzchnikiem indonezyjskich sił zbrojnych. Za zgodą Ludowej Izby Reprezentantów może wypowiedzieć wojnę, traktat pokojowy oraz układy dotyczące obronności z innymi państwami. Prezydent posiada również prawo do wprowadzenia stanów nadzwyczajnych.

### Kompetencje związane z wykonaniem ustaw
Zgodnie z konstytucją Indonezji obowiązkiem prezydenta jest ustalanie sposobu wykonania ustaw. W tym celu prezydent wydaje rozporządzenia służące wykonaniu ustaw uchwalonych przez władzę ustawodawczą.

### Kompetencje związane z funkcjonowaniem gabinetu
Prezydent jako szef władzy wykonawczej powołuje i odwołuje ministrów oraz pociąga ich do odpowiedzialności. Prezydent określa również ilość, zakres działalności, skład personalny oraz nazewnictwo poszczególnych ministerstw na podstawie prezydenckiego rozporządzenia.

### Kompetencje związane z funkcjonowaniem parlamentu
Prezydent Republiki Indonezji posiada prawo inicjatywy ustawodawczej i może przedkładać Ludowej Izbie Reprezentantów projekty ustaw. Prezydent posiada wyłączne prawo inicjatywy ustawodawczej w odniesieniu do ustawy budżetowej. Prezydent podpisuje ustawy i zarządza ich ogłoszenie. Konstytucja dopuszcza możliwość odmowy podpisania ustawy. Mimo to, w doktrynie prawa indonezyjskiego odmowa ta nie jest traktowana jako forma weta ustawodawczego, a jedynie jako mechanizm opóźniający, gdyż po upływie 30 dni od zatwierdzenia projekt nabiera mocy prawnej i musi zostać ogłoszony.

### Kompetencje związane z funkcjonowaniem władzy sądowniczej
Prezydent może skorzystać z prawa łaski, wprowadzić amnestię oraz po zaciągnięciu opinii Ludowej Izby Reprezentantów ogłosić abolicję. Prezydent uczestniczy również w obsadzie kadrowej władzy sądowniczej. Wybiera trzech sędziów Sądu Konstytucyjnego, powołuje sędziów Sądu Najwyższego oraz za zgodą członków Ludowej Izby Reprezentantów powołuje i odwołuje członków Komisji Sędziowskiej.

## Opróżnienie urzędu
W przypadku śmierci, rezygnacji, postawienia w stan oskarżenia lub niemożności wykonywania swoich obowiązków prezydenta do końca kadencji zastępuje wiceprezydent. W sytuacji gdy wiceprezydent również nie może objąć obowiązków prezydenta, obowiązki te są wykonywane łącznie przez Ministra Spraw Wewnętrznych, Ministra Obrony oraz Ministra Spraw Zagranicznych. W tym czasie, Ludowe Zgromadzenie Doradcze najpóźniej w ciągu 30 dni zwołuje sesję w celu wyboru nowego prezydenta i wiceprezydenta z list wyborczych przedstawionych przez partie które uzyskały w wyborach najwyższe poparcie społeczne.

## Impeachment
Prezydent może być usunięty z urzędu ze względu na zdradę, korupcję, moralną niegodziwość oraz w sytuacji gdy nie spełnia wymogów wymaganych do objęcia funkcji. Wniosek taki formułuje Ludowa Izba Reprezentantów większością 2/3 przy obecności co najmniej 2/3 ustawowej liczby członków izby. Wniosek podlega opinii Sądu Konstytucyjnego (90 dni). W przypadku gdy opinia jest pozytywna, Ludowa Izba Reprezentantów przekłada wniosek do Ludowego Zgromadzenia Doradczego które zbiera się w ciągu 30 dni. Ostateczną decyzję podejmuje Ludowe Zgromadzenie Doradcze większością 2/3 głosów przy obecności co najmniej 3/4 ustawowej liczby członków.
Procedura impeachmentu została skutecznie zastosowana wobec Abdurrahman Wahida w lipcu 2001 roku.